# Scheloribates volcanensis
Scheloribates volcanensis är en kvalsterart som beskrevs av Hammer 1962. Scheloribates volcanensis ingår i släktet Scheloribates och familjen Scheloribatidae. Inga underarter finns listade i Catalogue of Life.